# La Virgen y el Niño en el trono con los santos Nicolás y María Magdalena, con ángeles
La Virgen y el Niño en el trono con los santos Nicolás y María Magdalena, con ángeles es una pintura del artista renacentista Lippo Vanni. Su realización se ubica hacia 1370, con una técnica de temple y hoja de oro sobre tabla punzonada y esgrafiada, y con medidas de 6.8 x 18.7 cm.

## Descripción de la obra
En esta tabla la figura principal es la Virgen María, quien se encuentra entronada y ofrece el seno al Niño Jesús, quien está recostado sobre el regazo de su madre. A la izquierda se la virgen se observa a María Magdalena, quien -corde con lsuiconografía - viste un manto rojo de armiño y sostiene un perfumero. Del lado derecho, se encuentra san Nicolás de Bari, santo reconocido por sus milagros relacionados con la concepción trinitaria.
Detrás de la Virgen María, Vanni representó a dos Ángeles que portan vestiduras en color dorado ricamente decoradas.